# 疏毛卷花丹
疏毛卷花丹（学名：Scorpiothyrsus oligotrichus），为野牡丹科卷花丹属下的一个种。

## 扩展阅读
維基物種上的相關：疏毛卷花丹